# Victory Road 2008
Victory Road 2008 è stata la quarta edizione del pay-per-view prodotto dalla federazione Total Nonstop Action Wrestling (TNA). L'evento si è svolto il 13 luglio 2008 presso la Reliant Arena di Houston in Texas.

## Risultati
| # | Risultati | Stipulazioni                                                                                          | Durata |
| - | --- | --- | ------ |
| 1 | Team TNA (Alex Shelley, Chris Sabin e Curry Man) hanno sconfitto Team Japan (Masato Yoshino, Milano Collection A.T. e Puma), Team Mexico (Averno, Rey Bucanero e Último Guerrero) e Team International (Alex Koslov, Doug Williams e Tyson Dux) | Four-team twelve man elimination tag team match 3º round del torneo "TNA World X Cup Tournament 2008" | 24:16  |
| 2 | Gail Kim ha sconfitto Angelina Love (con Velvet Sky) | Single match                                                                                          | 06:13  |
| 3 | Sonjay Dutt ha sconfitto Jay Lethal (con SoCal Val) | Single match                                                                                          | 08:24  |
| 4 | The Latin American Xchange (Hernandez e Homicide) (con Salinas e Héctor Guerrero) (c) hanno sconfitto Beer Money, Inc. (James Storm e Robert Roode) (con Jackie Moore)                                                                          | "Fan's Revenge" Lumberjack match per il titolo TNA World Tag Team Championship                        | 10:06  |
| 5 | Taylor Wilde (c) ha sconfitto Awesome Kong (con Raisha Saeed) | Single match per il titolo TNA Knockouts Championship                                                 | 04:51  |
| 6 | Volador Jr. ha sconfitto Daivari, Kaz e Naruki Doi | Four-way Ultimate X match Round finale per il torneo "TNA World X Cup Tournament 2008"                | 10:58  |
| 7 | Kurt Angle e Team 3D (Brother Devon e Brother Ray) ha sconfitto AJ Styles, Christian Cage e Rhino | Six-man tag team Full Metal Mayhem match                                                              | 15:55  |
| 8 | Samoa Joe (c) vs. Booker T finisce in no contest | Single match per il titolo TNA World Heavyweight Championship                                         | 15:14  |
|   | (c) = campione in carica al momento dell'inizio del match | |        |

### World X Cup Elimination match
In riferimento alla prima riga della tabella soprastante.
| #  | Team               | Eliminato              | Eliminato da    | Tempo |
| -- | ------------------ | ---------------------- | --------------- | ----- |
| 1  | Team International | Tyson Dux              | Rey Bucanero    | 02:55 |
| 2  | Team Japan         | Puma                   | Averno          | 05:04 |
| 3  | Team Japan         | Milano Collection A.T. | Chris Sabin     | 07:02 |
| 4  | Team Mexico        | Averno                 | Masato Yoshino  | 10:27 |
| 5  | Team TNA           | Curry Man              | Último Guerrero | 12:51 |
| 6  | Team International | Doug Williams          | Rey Bucanero    | 13:23 |
| 7  | Team Mexico        | Último Guerrero        | Alex Koslov     | 15:09 |
| 8  | Team Mexico        | Rey Bucanero           | Chris Sabin     | 16:12 |
| 9  | Team TNA           | Chris Sabin            | Alex Koslov     | 19:06 |
| 10 | Team International | Alex Koslov            | Masato Yoshino  | 20:34 |
| 11 | Team Japan         | Masato Yoshino         | Alex Shelley    | 24:16 |